# Massacre d'Amritsar
Le massacre d'Amritsar — connu aussi comme le massacre du Jalianwalla Bagh — tire son nom du jardin Jallianwala Bagh (en) à Amritsar où, le 13 avril 1919, après trois jours de violences meurtrières commises dans cette ville contre des civils européens par des Indiens adeptes de Gandhi, les soldats indiens du Raj britannique ouvrirent le feu sur un rassemblement politique non autorisé de gandhiens, tuant plusieurs centaines d'entre eux. Il est considéré comme un des événements qui ont amené la chute du Raj britannique.

## Les circonstances
Le Rowlatt Act de mars 1919 était dénoncé par des nationalistes indiens comme donnant au gouvernement britannique le pouvoir d'emprisonner arbitrairement les agitateurs. En effet, le mécontentement montait en Inde. On faisait valoir notamment que, bien qu'ayant participé loyalement à l'effort de guerre britannique, les Indiens ne retiraient aucun avantage de ce sacrifice et connaissaient toujours un statut moins libéral que des dominions comme le Canada ou l'Australie. Des Indiens modérés, toutefois, estimaient que les violences de la populace échauffée justifiaient le Rowlatt Act. Parmi les cinq membres d'un comité préparatoire qui avait approuvé la loi en projet, il y avait d'ailleurs deux Indiens.
Pour protester contre le Rowlatt Act, Gandhi organise en mars et avril 1919 un Satyagraha. Des heurts ont lieu entre les amis de Gandhi et les autorités. Du 10 au 12 avril, selon les mémoires publiés plus tard par Michael O'Dwyer (en), qui en 1919 était gouverneur du Pendjab, des Indiens excités par des mois de propagande tuent cinq Européens d'Amritsar (une des principales villes du Pendjab), essaient de tuer deux Anglaises (une missionnaire qu'ils laissent pour morte dans la rue et une femme médecin), mettent le feu à l'église anglicane et à divers bâtiments des missions, notamment une école à l'intérieur de laquelle se trouvent des maîtres et des élèves, pillent les deux banques anglaises après avoir tué les trois gérants, mettent le feu à la gare de marchandises et tuent un agent britannique du chemin de fer.
Le 13 avril, à l'occasion du Baisakhi Day, la fête du début des moissons, une dizaine de milliers d'Indiens se réunissent dans le Jalianwalla Bagh, un jardin au cœur d'Amritsar. Le rassemblement est un défi à l'interdiction, dans la ville, des réunions de cinq personnes et plus. Le Bagh est entouré de tous côtés par des murs de briques et seule une entrée étroite en permet l'entrée et la sortie. La troupe, composée de 50 soldats de l'Armée des Indes, parmi lesquels 25 Gurkhas du 1er bataillon du 9e régiment de tirailleurs gurkhas et 25 Pathans et Baluch du 54e régiment sikh et du 59e régiment de tirailleurs sindh, équipés de fusils Lee-Enfield, se rend au parc accompagnée d'une auto-mitrailleuse qui, vu l'étroitesse de l'entrée, ne peut accéder au parc.
Les soldats sont commandés par le brigadier-general Reginald Dyer. Dyer, qui a avec lui une centaine de soldats, fait face à une foule de 25 000 personnes, parmi lesquelles figurent très peu de femmes et d'enfants. Dans la matinée, lui et ses hommes ont reçu des injures et des crachats et il ne considère pas la foule qu'il a en face de lui comme pacifique, mais comme prête à commettre de nouveaux meurtres semblables à ceux que la Danda Fauj se glorifie d'avoir commis les jours précédents,. Il estime qu'une hésitation de sa part inciterait la masse à attaquer ses hommes et il fait tirer sans sommations. Comme il y a peu de sorties et qu'elles sont étroites (fait que Dyer aurait ignoré), des Indiens tentent d'échapper aux balles en grimpant aux murs ou en se jetant dans un puits.
Lorsque la fusillade cesse, des centaines de personnes ont été tuées et des milliers de corps couvrent le sol. Les estimations officielles font état de 379 tués et 1 100 blessés pour 1 650 balles tirées, une efficacité dont Dyer s'enorgueillira plus tard. La troupe se retire ensuite, laissant les blessés sans assistance médicale. Le gouverneur du Pendjab, sir Michael O'Dwyer (en), félicite le général Dyer et instaure, le 15 avril, la loi martiale sur la région pour empêcher l'extension de troubles.
L'événement fut condamné dans le monde entier, le général Dyer fut convoqué à Londres pour paraître devant la Commission Hunter (en) qui, en 1920, le déclara coupable et il dut démissionner de l'armée. Le général s'était justifié en déclarant :

« Il ne s'agissait plus seulement de disperser la foule, mais de produire un effet moral suffisant, d'un point de vue militaire, non seulement sur les présents, mais plus spécifiquement à travers tout le Pendjab. »

Cependant le Parlement britannique le réhabilita et le félicita pour sa brutalité. Des membres de la haute société britannique firent une quête qui s'avéra fructueuse pour garantir sa retraite et lui offrirent une épée ornée de pierres précieuses et qui portait l'inscription « Sauveur du Pendjab ». Innocenté par la Chambre des lords, Dyer mourut d'une attaque en 1927 ; Sir Michael O'Dwyer, gouverneur du Pendjab au moment des faits, fut assassiné à Londres le 13 mars 1940 par Udham Singh, un survivant du massacre.

## Les conséquences
Le massacre engendra un fort sentiment de colère en Inde, cela éveilla le Pendjab à la lutte contre le pouvoir britannique et prépara le terrain pour le « Mouvement de non-coopération » que Gandhi allait lancer en 1920. Pour conclusion, ce fut un moment important sur le chemin de l'indépendance pour l’Inde.
Lorsque celle-ci fut obtenue, un monument fut érigé dans le parc pour commémorer cet événement. Encore aujourd'hui, des traces de balles de la troupe britannique sont visibles dans les murs du parc.

## Filmographie
- 1982 : Gandhi (film)
- 2021 : Sardar Udham (en)